# Boštjan Koritnik
Boštjan Koritnik, slovenski pravnik in politik, * 15. junij 1979. 
Trenutno je podžupan Mestne občine Ljubljana. Med letoma 2020 in 2022 je bil minister za javno upravo v 14. vladi Republike Slovenije.

## Življenjepis
Odraščal je v Litiji, v družini mame samohranilke. Leta 2005 je diplomiral na Pravni fakulteti Univerze v Ljubljani. Kot študent je začel delovati v gospodarski redakciji časnika Delo, kjer je ostal tudi po diplomi. Leta 2006 se je zaposlil v podjetju GV Založba, kjer je leta 2010 postal tudi direktor in odgovorni urednik.
Leta 2015 je postal asistent in tajnik na ljubljanski pravni fakulteti, naslednje leto pa tudi direktor Založbe Pravne fakultete ter strokovni direktor in družbenik zagonskega podjetja Audibook. Aktiven je v več združenjih, med drugim v Zvezi društev pravnikov Slovenije, Zvezi društev za gospodarsko pravo, Lions klubu Tivoli Ljubljana in Društvu za športno pravo, kjer je predsednik.

### Politika
Leta 2020 je kot član Stranke modernega centra prisegel kot minister za javno upravo v 14. vladi Republike Slovenije. Njegov ministrski mandat je sovpadal s slovenskim predsedovanjem Svetu Evropske unije; Koritnik je tako predsedoval Svetu za promet, telekomunikacije in energetiko, v katerem si je funkcijo delil z infrastrukturnim ministrom Jernejem Vrtovcem.
Po lokalnih volitvah 2022 je postal podžupan Mestne občine Ljubljana.
Oktobra 2023 je v javnosti zaokrožila informacija, da bi lahko Koritnik v 15. slovenski vladi vnovič postal minister za javno upravo in s tem nasledil Sanjo Ajanović Hovnik, ki je zaradi afere povezane s spornim razpisom odstopila s položaja. Temu naj bi bil naklonjen tudi Zoran Janković, a je premier Golob nazadnje izbral Franca Propsa.

## Nagrade
- 2019: Pravnik leta; podeljuje Zveza društev pravnikov Slovenije
- 2019: posebno priznanje rektorja Univerze v Ljubljani za strokovne delavce in priznanje ??